# 謝爾蓋·維塔利耶維奇·別茲魯科夫
謝爾蓋·維塔利耶維奇·别兹鲁科夫（俄语：Сергей Витальевич Безруков，1973年10月18日—），俄羅斯電影和戲劇演員，俄罗斯人民艺术家。

## 生長背景
謝爾蓋的父親也是個演員、導演，曾在莫斯科戲劇學院工作。母親則是在商店工作。謝爾蓋小時候在莫斯科的普通學校就讀，但總喜歡待在父親工作的地方，並期待著自己能跟隨他的腳步投入演藝事業。1990年從中學畢業後，謝爾蓋進入莫斯科戲劇學校。1993年開始在劇院演出。1994年年他從戲劇學校畢業。
2022年10月17日，加拿大宣布针对俄罗斯入侵乌克兰期间参与传播俄罗斯虚假信息和宣传，而将谢尔盖列入制裁名单。